# Talakmau
Talakmau (också Talamau eller Ophir) är en 2 919 meter hög komplex vulkan i provinsen Sumatera Barat, Indonesien.